# Humberto Albornoz
Humberto José Albornoz Sánchez (n. 1894-† 1959) fue uno de los jefes rotativos de la Junta Provisional de Gobierno de la República del Ecuador, ostentando el cargo desde el 10 de enero hasta el 10 de marzo de 1926, siendo su predecesor en el puesto Francisco Arízaga Luque también de la Junta Provisional de Gobierno, y a quien le sucedería Julio Enrique Moreno.